# Villa Carcina
Villa Carcina ist eine norditalienische Gemeinde (comune) mit 10.700 Einwohnern (Stand 31. Dezember 2023) in der Provinz Brescia in der Lombardei. Die Gemeinde liegt etwa 11 Kilometer nordnordwestlich von Brescia im Val Trompia, aus dem der Mella entspringt. Die kürzeste Entfernung zum Iseosee beträgt in nordwestlicher Richtung etwas mehr als 9 Kilometer. Die umgebenden Berge haben eine Höhe von etwa 1000 Metern.

## Geschichte
Die Gemeinde entstand 1928 als Zusammenschluss der heutigen Ortsteile.

## Persönlichkeiten
- Paolo Bossini, Schwimmer (2004 Europameister über 200 Meter)